# Список глав государств в 1305 году
Список глав государств в 1304 году — 1305 год — Список глав государств в 1306 году — Список глав государств по годам

## Азия
- Анатолийские бейлики —
  - Артукиды — Гази II Наджм ад-дин, эмир Мардина (1294 — 1312)
  - Гермиян — Якуб I, бей (1299 — 1330)
  - Инанчогуллары — 
    - Али Бей, бей (1262 — 1305)
    - Инанк Бей, бей (1305 — 1335)

  - Исфендиярогуллары — Сулейман I Шуджа ад-дин, бей (1301 — 1309)
  - Карасы — Калем-шах, бей (1297 — 1307)
  - Ментеше — Масуд, бей (1295 — 1319)
  - Османская империя — Осман I, султан (1299 — 1326)
  - Перванэ — Гази Челеби, бей (1298 — 1322)
  - Саруханогуллары — Сару-хан, бей (1300 — 1346)
  - Сахиб-Атаогуллары — Нусреддин Ахмед, бей (ок. 1289 — 1341)
  - Хамидиды — Дундар Фалак ад-дин, бей (1301 — 1324)
  - Чобаногуллары — Чобаноглу Махмуд, бей (1291 — 1309)
  - Эшрефиды — Мубариз аль-Дин Мехмед, бей (1301 — 1320)
- Грузинское царство — 
  - Давид VIII, царь Восточной Грузии (1292 — 1311)
  - Вахтанг III, царь Восточной Грузии (1302 — 1308)
  - Константин I, царь Западной Грузии (1293 — 1327)
  - Самцхе-Саатабаго — Бека I, атабег (1285 — 1306)
- Дайвьет — Чан Ан Тонг, император[англ.] (1293 — 1314)
- Индия —
  - Ахом — Сукхаангпхаа, махараджа[англ.] (1293 — 1332)
  - Бенгальский султанат — Шамс ад-дин Фируз-шах, султан (1301 — 1322)
  - Бхавнагар — Сежаки, раджа (1254 — 1309)
  - Венад[англ.] — Рави Варма, махараджа[англ.] (1299 — 1313)
  - Восточные Ганги[англ.] — Нарасимха Дева II, царь[англ.] (1279 — 1306)
  - Делийский султанат — Ала ад-дин Мухаммад-шах, султан (1296 — 1316)
  - Дунгарпур — Бхоо Чанд, раджа (1303 — 1331)
  - Какатия — Пратапарудра II, раджа (1296 — 1323)
  - Камата — 
    - Сингхадхвадж, махараджа (1300 — 1305)
    - Пратапдхвадж, махараджа (1305 — 1325)

  - Качари — Бхопал, царь (ок. 1286 — ок. 1316)
  - Кашмир (Лохара) — Сухадева, царь[англ.] (1301 — 1320)
  - Манипур — Тхангби Лантаба, раджа[англ.] (1302 — 1324)
  - Марвар (Джодхпур) — Дуад, раджа (1292 — 1309)
  - Пандья — Маараварман Куласекара Пандяьн I, раджа (1268 — 1310)
  - Парамара[англ.] — 
    - Махлакадева, махараджа[англ.] (129? — 1305)
    - в 1305 году ликвидирована Делийским султанатом

  - Сирохи — Виджай Рай, раджа (1250 — 1311)
  - Хойсала — Вира Баллаладэва III, махараджадхираджа (1291 — 1343)
  - Чандела — Хаммираварман, раджа (1289 — 1308)
  - Ядавы (Сеунадеша) — Рамачандра, махараджа (1271 — 1310)
- Индонезия —
  - Дармашрайя[англ.] — Трибхуванараджа Маули Вармадева, султан (1286 — 1347)
  - Маджапахит — Раден Виджая, раджа (1293 — 1309)
  - Пасай — Аль-Малик ат-Тахир I (Мухаммад I), султан (1297 — 1326)
  - Сунда — Ситраганда, махараджа (1303 — 1311)
  - Тернате — Нгара Маламо (Комала), султан (1304 — 1317)
- Иран —
  -  Баванди — Шахрияр V, испахбад (1300 — 1310)
  -  Хазараспиды — Нусрат аль-Дин Ахмад, атабек (1296 — 1330)
- Йемен —
  -  Расулиды — Аль-Муайяд Дауд, эмир (1296 — 1322)
- Караманиды — Махмут-бей, бейлербей (1300 — 1308)
- Картиды — Фахр уд-Дин, малик (1295 — 1308)
- Кедах — Махмуд Шах I, султан[англ.] (1280 — 1321)
- Киликийское царство — Левон IV, царь (1301 — 1307)
- Кипрское королевство — Генрих II, король (1285 — 1306, 1310 — 1324)
- Кхмерская империя (Камбуджадеша) — Индраварман III, император (1295 — 1308)
- Конийский (Румский) султанат — Масуд II, султан (1283 — 1298, 1303 — 1307)
- Корея (Корё)  — Чхуннёль, ван (1274 — 1308)
- Лемро — Мин Хти, царь[англ.] (1279 — 1373)
- Мальдивы — Давуд, султан (1302 — 1307)
- Михрабаниды[англ.] — Назир аль-Дин Мухаммад, малик[англ.] (1261 — 1318)
- Монгольская империя — 
  - Золотая Орда (Улус Джучи) — Тохта, хан (1291 — 1312)
  - Китай (Империя Юань) — Тэмур, император (1294 — 1307)
  - Хулагуиды — Олджейту, ильхан (1304 — 1316)
  - Чагатайский улус — Дува, хан (1282 — 1307)
- Мьянма — 
  - Мьинсайн — 
    - Атинхкая, царь (1297 — 1310)
    - Язатингьян, царь (1297 — 1312/1313)
    - Тхихатху, царь (1297 — 1312/1313)

  - Мяньчжун — Сохни, царь (1298 — 1325)
- Рюкю — Тайсэй, ван (1300 — 1308)
- Сингапура[англ.] — Санг Нила Утама (Три Буана), раджа[англ.] (1299 — 1347)
- Таиланд — 
  - Ланнатай — Менграй Великий, король[англ.] (1292 — 1311)
  - Сукхотаи (Сиам) — Лертхай, король (1298 — 1323)
- Трапезундская империя — Алексей II, император (1297 — 1330)
- Тямпа — Джайя Симхаварман III, царь (1288 — 1307)
- Хантавади — Вареру, царь[англ.] (1287 — 1307)
- Ширван — Кей Кабус, ширваншах (1294 — 1317)
- Шри Ланка — 
  - Дамбадения[англ.] — Паракрамабаху III, царь (1302 — 1310)
  - Джафна — Вародайя, царь[англ.] (1302 — 1325)
- Япония — 
  - Го-Нидзё, император (1301 — 1308)
  - Хисаакира-синно, сёгун (1289 — 1308)

## Америка
- Куско — Майта Капак, сапа инка (1290 — 1320)

## Африка
- Абдальвадиды (Зайяниды) — Абу Зайян I, султан (1303 — 1308)
- Бенинское царство — Удагбедо, оба[англ.] (1292 — 1329)
- Вогодого — Зунгурана, нааба (ок. 1293 — ок. 1313)
- Египет (Мамлюкский султанат) — Мухаммад I ан-Насир, султан (1293 — 1294, 1299 — 1309, 1310 — 1341)
- Йифат — Базиви (Язиви), халиф (ок. 1304 — ок. 1321)
- Канем — Бири II ибн Дунама, маи (1288 — 1307)
- Кано[англ.] — Шекарау, король[англ.] (1290 — 1307)
- Килва — Сулейман ибн Хасан, султан (1294 — 1308)
- Макурия — 
  - Амаи, царь (1304 — 1305)
  - Куданбес, царь (1305 — 1312)
- Мали — 
  - Ку Кейта, манса (1300 — 1305)
  - Мухаммад I, манса (1305 — 1310)
- Мариниды — Абу Якуб Юсуф, султан (1286 — 1307)
- Нри[англ.] — Джиофо I, эзе[англ.] (1300 — 1390)
- Хафсиды — Абу Абдуллах Мухаммед II, халиф (1295 — 1309)
- Эфиопия — Уыддым-Арыд, император (1299 — 1314)

## Европа
- Англия — Эдуард I, король (1272 — 1307)
- Афинское герцогство — Ги II де Ла Рош, герцог (1287 — 1308)
- Ахейское княжество — Изабелла де Виллардуэн, княгиня (1289 — 1307)
- Болгарское царство — Феодор Святослав Тертер, царь (1300 — 1322)
- Венгрия — 
  - Ласло V Чех, король (1301 — 1305)
  - Бела V (Оттон III Баварский), король (1305 — 1307)
  - Босния — 
    - Степан Котроман, бан (1287 — 1314)
    - Младен II Шубич, бан (1304 — 1322)
- Византийская империя — Андроник II Палеолог, император (1282 — 1328)
- Дания — Эрик VI Менвед, король (1286 — 1319)
- Ирландия —
  - Десмонд — Домналл Ог Маккарти, король (1302 — 1306)
  - Коннахт — Аэд О Конхобар, король (1293 — 1309)
  - Тир Эогайн — Домналл мак Бриан О’Нейлл, король (1283 — 1286, 1290 — 1291, 1295 — 1325)
  - Томонд — Тойрделбах мак Тадг O’Брайен, король (1284 — 1306)
- Испания —
  - Ампурьяс — Понс V, граф (1277 — 1313)
  - Арагон — Хайме II Справедливый, король (1291 — 1327)
  - Гранадский эмират — Мухаммад III аль-Махлу, эмир (1302 — 1309)
  - Кастилия и Леон — Фердинанд IV, король (1295 — 1312)
  - Мальорка — Хайме II, король (1276 — 1311)
  - Наварра — 
    - Жанна I, королева (1274 — 1305)
    - Людовик I Сварливый, король (1305 — 1316)

  - Пальярс Верхний — Сибилла, графиня (ок. 1295 — 1330)
  - Прованс — Карл II Анжуйский, граф (1285 — 1309)
  - Урхель — Эрменгол X, граф (1267 — 1314)
- Италия —
  - Венецианская республика — Пьетро Градениго, дож (1289 — 1311)
  - Мантуя — Гвидо I Бонакольси, народный капитан и сеньор (1299 — 1309)
  - Милан — Маттео I Висконти, синьор (1287 — 1322)
  - Монферрат — Джованни I Справедливый, маркграф (1292 — 1305)
  - Салуццо — Манфредо IV, маркграф (1296 — 1330)
  - Неаполитанское королевство — Карл II Анжуйский, король (1285 — 1309)
  - Сицилийское королевство — Федериго II, король (1296 — 1337)
  - Феррара — Аццо VIII д’Эсте, маркиз (1293 — 1308)
- Литовское княжество — Витень, великий князь (1295 — 1316)
- Наксосское герцогство — Гульельмо I Санудо, герцог (1303 — 1323)
- Норвегия — Хакон V Святой, король (1299 — 1319)
- Островов королевство — Ангус Ог, король Островов и Кинтайра (1299 — 1318)
- Папская область — Климент V, папа римский (1305 — 1314)
- Польша — 
  - Вацлав II Чешский, король (1300 — 1305)
  - Вацлав III Чешский, король (1305 — 1306)
  - Великопольское княжество — 
    - Гнезненское княжество — Вацлав II Чешский, князь (1300 — 1305)
    - Калишское княжество — Вацлав II Чешский, князь (1300 — 1305)
    - Познанское княжество — Генрих III Глоговский, князь (1302 — 1309)

  - Добжинское княжество — 
    - Пшемысл Иновроцлавский, князь[пол.] (1303 — 1305)
    - Земовит Добжинский, князь[пол.] (1288 — 1293, 1295 — 1303, 1305 — 1312)

  - Иновроцлавское княжество — 
    - Лешек Иновроцлавский, князь (1287 — ок. 1320)
    - Пшемысл Иновроцлавский, князь (1287 — 1327)
    - Казимир III Гневковский, князь (1287 — 1314)

  - Куявское княжество — 
    - Вацлав II Чешский, князь (1300 — 1305)
    - Вацлав III Чешский, князь (1300 — 1305)

  - Мазовецкое княжество — Болеслав II Плоцкий, князь[англ.] (1262 — 1313)
  - Сандомирское княжество — Владислав I Локетек, князь (1289 — 1292, 1304 — 1320)
  - Серадзское и Ленчицкое княжество — 
    - Вацлав II Чешский, князь (1299 — 1305)
    - Вацлав III Чешский, князь (1305 — 1306)

  - Силезское княжество —
    - Бытомское княжество — Казимир II Бытомский, князь (1284 — 1312)
    - Вроцлавско-легницкое княжество — 
      - Болеслав III Расточитель, князь (1296 — 1311)
      - Генрих VI Добрый, князь (1296 — 1311)
      - Владислав Легницкий, князь (1296 — 1311)

    - Глогувское княжество — Генрих III Глоговский, князь (1274 — 1309)
    - Опольское княжество — Болеслав I Опольский, князь (1281/1282 — 1313)
    - Ратиборское княжество — Пшемыслав Рацибужский, князь (1281/1282 — 1306)
    - Саганское (Жаганьское) княжество — Генрих III Глоговский, князь (1304 — 1309)
    - Тешинское (Цешинское) княжество — Мешко I Цешинский, князь (1290 — 1315)
    - Яворско-Свидницкое княжество — 
      - Бернард Свидницкий, князь (1301 — 1312)
      - Генрих I Яворский, князь (1301 — 1312)

  - Черское княжество — Болеслав II Мазовецкий, князь[англ.] (1294 — 1310)
- Португалия — Диниш I, король (1279 — 1325)
- Русские княжества — 
  -  Владимиро-Суздальское княжество — Михаил Ярославич, великий князь Владимирский (1305 — 1318)
    -  Белозерское княжество — Фёдор Михайлович, князь (1293 — 1314)
    -  Галич-Мерское княжество — Василий Константинович, князь (1280 — 1310)
    -  Московское княжество — Юрий Данилович, князь (1303 — 1325)
    -  Ростовское княжество — Константин Борисович, князь (1286 — 1288, 1294 — 1307)
    -  Стародубское княжество — Иван Михайлович Калистрат, князь (1281 — 1315)
    -  Суздальское княжество — 
      - Михаил Андреевич, князь (1279 — 1305)
      - Василий Андреевич, князь (1305 — 1309)

    -  Тверское княжество — Михаил Ярославич, князь (ок. 1282 — 1318)
    -  Углицкое княжество — Юрий Александрович, князь (1302 — 1320)
    -  Ярославское княжество — 
      - Константин Фёдорович Улемец, князь (1299 — ок. 1321)
      - Давид Фёдорович, князь (1299 — 1321)

  -  Брянское (Черниговское) княжество — Михаил Романович, князь (ок. 1289 — ок. 1307)
  -  Витебское княжество — Ярослав Васильевич, князь (1297 — 1320)
  -  Галицко-Волынское княжество — Юрий I Львович, князь, король Руси (1301 — 1308)
    -  Луцкое княжество — Юрий I Львович, князь (ок. 1292 — 1308)

  -  Киевское княжество — Станислав, князь (1301 — ок. 1320)
  -  Новгородское княжество — без князя (1304 — 1314)
  -  Рязанское княжество — Василий Константинович, князь (1301 — 1308)
  -  Смоленское княжество — Александр Глебович, князь (1297 — 1313)
- Священная Римская империя — Альбрехт I Габсбург, король Германии (1298 — 1308)
  - Австрия — Альбрехт I, герцог (1282 — 1308)
  - Ангальт — 
    - Ангальт-Ашерслебен — Оттон II, князь (1304 — 1315)
    - Ангальт-Бернбург — Бернхард II, князь (1287 — 1323)
    - Ангальт-Цербст — Альбрехт I, князь (1298 — 1316)

  - Бавария — 
    - Верхняя Бавария — 
      - Рудольф I, герцог (1294 — 1317)
      - Людвиг IV, герцог (1294 — 1347)

    - Нижняя Бавария — 
      - Оттон III, герцог (1290 — 1312)
      - Стефан I, герцог (1290 — 1310)

  - Баден — 
    - Баден-Баден — 
      - Рудольф III, маркграф (1288 — 1332)
      - Рудольф Гессо, маркграф (1297 — 1335)

    - Баден-Пфорцхайм — Рудольф IV, маркграф (1291 — 1348)
    - Баден-Хахберг — Генрих III, маркграф (1290 — 1330)
    - Баден-Эберштейн — Фридрих II, маркграф (1291 — 1333)

  - Бар — Эдуард I, граф (1302 — 1336)
  - Берг — Вильгельм I, граф (1296 — 1308)
  - Брабант и Лимбург — Жан II, герцог (1294 — 1312)
  - Бранденбург — 
    - Бранденбург-Зальцведель — Герман I, маркграф (1298 — 1308)
    - Бранденбург-Штендаль — 
      - Оттон IV, маркграф (1267 — 1308/1309)
      - Иоганн IV, маркграф (1304 — 1305)
      - Вальдемар, маркграф (1304 — 1319)

  - Брауншвейг — 
    - Брауншвейг-Вольфенбюттель — Альбрехт II Толстый, герцог (1279 — 1291, 1292 — 1318)
    - Брауншвейг-Грубенхаген — Генрих I, герцог (1291 — 1322)
    - Брауншвейг-Люнебург — Оттон II Сильный, герцог (1277 — 1330)

  - Вальдек — 
    - Отто I, граф (1271 — 1305)
    - Генрих IV, граф (1305 — 1344)

  - Веймар-Орламюнде[нем.] — 
    - Веймар[нем.] — 
      - Герман V, граф (1285 — 1319)
      - Оттон IV, граф (1285 — 1318)

    - Орламюнде[нем.] — 
      - Генрих III, граф (1283 — 1344)
      - Герман V, граф (1283 — ок. 1312)

  - Вестфалия — Генрих II фон Вирнебург, герцог (курфюрст Кёльнский) (1304 — 1322)
  - Вюртемберг — Эберхард I Светлый, граф (1279 — 1325)
  - Гелдерн — Рейнальд I, граф (1271 — 1318)
  - Гессен — Генрих I, ландграф (1275 — 1308)
  - Голландия — Вильгельм III, граф (1304 — 1337)
  - Гольштейн — 
    - Гольштейн-Киль[англ.] — Иоанн II, граф (1263 — 1316)
    - Гольштейн-Пиннеберг — Адольф VI, граф (1290 — 1315)
    - Гольштейн-Плён[англ.] — Герхард II Слепой, граф (1290 — 1312)
    - Гольштейн-Рендсбург[англ.] — Герхард III, граф (1304 — 1340)
    - Гольштейн-Сегеберг[англ.] — Адольф V, граф (1273 — 1308)

  - Каринтия — Оттон III, герцог (1295 — 1310)
  - Клеве — 
    - Дитрих VII, граф (1275 — 1305)
    - Оттон I, граф (1305 — 1310)

  - Лотарингия — Тибо II, герцог (1303 — 1312)
  - Лужицкая (Саксонская Восточная) марка — Оттон I (Оттон IV Бранденбургский), маркграф (1303 — 1308)
  - Люксембург — Генрих VII, граф (1288 — 1313)
  - Марк — Эберхард I, граф (1277 — 1308)
  - Мейсенская марка — Фридрих I Укушенный, маркграф (1291 — 1323)
  - Мекленбург — Генрих II Лев, князь (1302 — 1329)
    - Мекленбург-Верле — Николай II, князь (1283 — 1316)
    - Мекленбург-Росток — Николай I, князь (1282 — 1312)

  - Монбельяр — Рено Бургундский, граф (1283 — 1322)
  - Намюр — Жан I, маркграф (1298 — 1330)
  - Нассау — 
    - Нассау-Вейльбург — 
      - Герлах I, граф (1298 — 1344)
      - Вальрам III, граф (1298 — 1324)

    -  Нассау-Дилленбург[англ.] —  Иоганн, граф (1303 — 1328)
    -  Нассау-Зиген — Генрих II, граф (1303 — 1328)
    -  Нассау-Хадамар[нем.] — Эмих I, граф (1303 — 1334)

  - Ольденбург — Иоганн II, граф (1285 — 1315)
  - Померания — 
    - Померания-Вольгаст — Богуслав IV, герцог (1295 — 1309)
    - Померания-Щецин — Оттон I, герцог (1295 — 1344)

  - Рейнский Пфальц — Рудольф I, пфальцграф (1294 — 1317)
  - Саарбрюккен — Симон IV, граф (1274 — 1308)
  - Савойя — Амадей V, граф (1285 — 1323)
  - Саксония — 
    - Саксен-Виттенберг — Рудольф I, герцог (1298 — 1356)
    - Саксен-Бергедорф-Лауэнбург — Эрик I, герцог (1303 — 1308)
    - Саксен-Бергедорф-Мёльн — Иоганн II, герцог (1303 — 1322)
    - Саксен-Ратцебург — Альбрехт III, герцог (1303 — 1308)

  - Тироль — Оттон III Каринтийский, граф (1295 — 1310)
  - Трирское курфюршество — 
    - Дитер фон Нассау, курфюрст (1300 — 1307)
    - Генрих II фон Вирнебург, курфюрст (1300 — 1306)

  - Тюрингия — 
    - Дицман (Дитрих I), ландграф (1298 — 1307)
    - Фридрих I Укушенный, ландграф (1298 — 1323)

  - Чехия — 
    - Вацлав II, король (1278 — 1305)
    - Вацлав III, король (1305 — 1306)

  - Шверин — 
    - Шверин-Виттенбург — Николай I, граф (1274 — 1323)
    - Шверин-Шверин — Гунцелин V, граф (1296 — 1307)

  - Эно (Геннегау) — Вильгельм I, граф (1304 — 1337)
  - Юлих — Герхард V, граф (1297 — 1328)
- Сербия — Стефан Урош II Милутин, король (1282 — 1321)
- Тевтонский орден — Зигфрид фон Фейхтванген, великий магистр (1303 — 1311)
  - Ливонский орден — Готфрид фон Рогге, ландмейстер (1298 — 1307)
- Франция — Филипп IV Красивый, король (1285 — 1314)
  - Ангулем — Ги I, граф (1303 — 1308)
  - Арманьяк — Бернар VI, граф (1285 — 1319)
  - Артуа — Матильда (Маго), графиня (1302 — 1329)
  - Блуа — Гуго II де Шатильон, граф (1291 — 1307)
  - Бретань — 
    - Жан II, герцог (1286 — 1305)
    - Артур II, герцог (1305 — 1312)

  - Бургундия (герцогство) — Роберт II, герцог (1272 — 1306)
  - Невер — Людовик I, граф (1280 — 1322)
  - Овернь и Булонь — Роберт VI, граф (1280 — 1314)
  - Фландрия — 
    - Ги де Дампьер, граф (1278 — 1305)
    - Роберт III, граф (1305 — 1322)

  - Фуа — Гастон I, граф (1302 — 1315)
  - Шампань — 
    - Жанна I, графиня (1274 — 1305)
    - Людовик Сварливый, граф (1305 — 1316)
- Швеция — Биргер Магнуссон, король (1290 — 1318)
- Эпирское царство — Фома I Комнин Дука, царь (1297 — 1318)

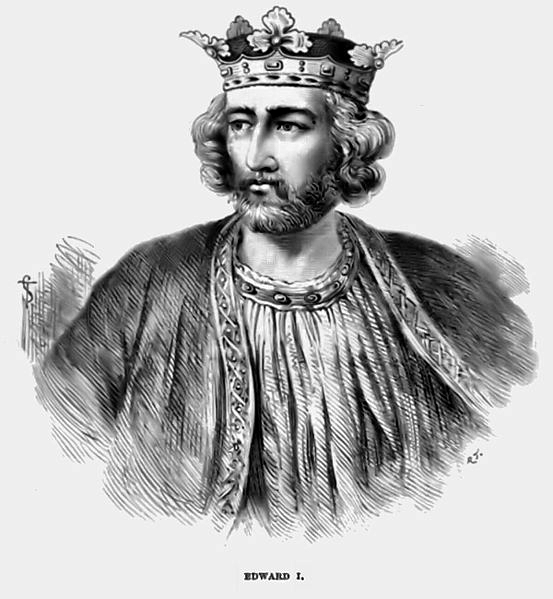
Эдуард I 1272-1307 Король Англии
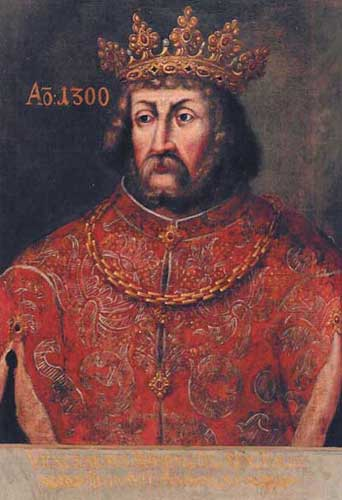
Вацлав II 1278-1305 Король Чехии и Польши
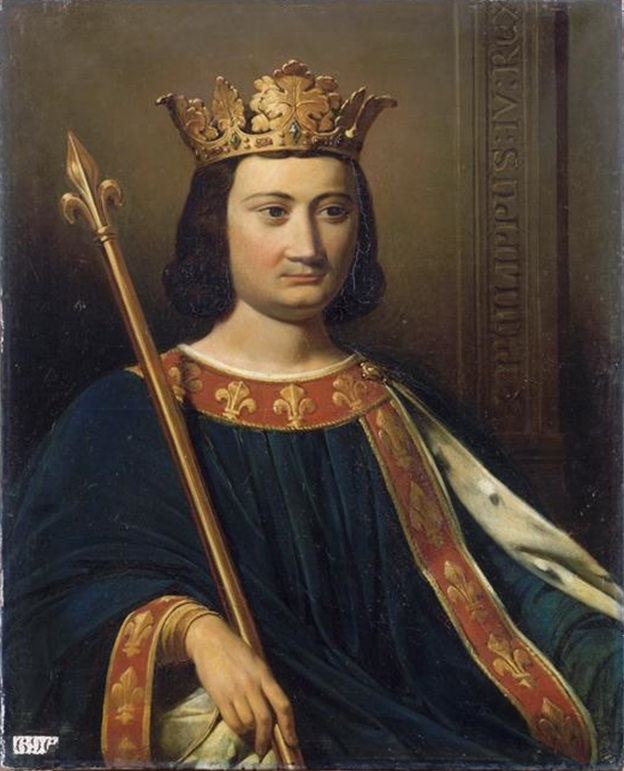
Филипп IV Красивый 1285-1314 Король Франции
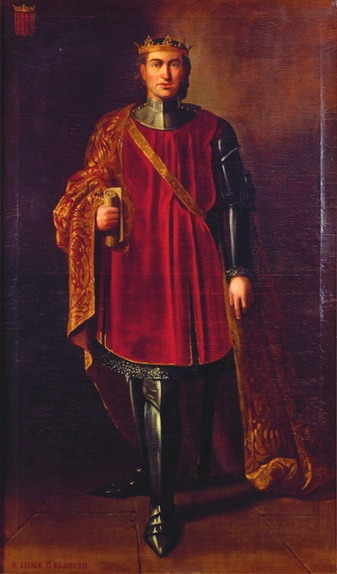
Хайме II 1291-1327 Король Арагона
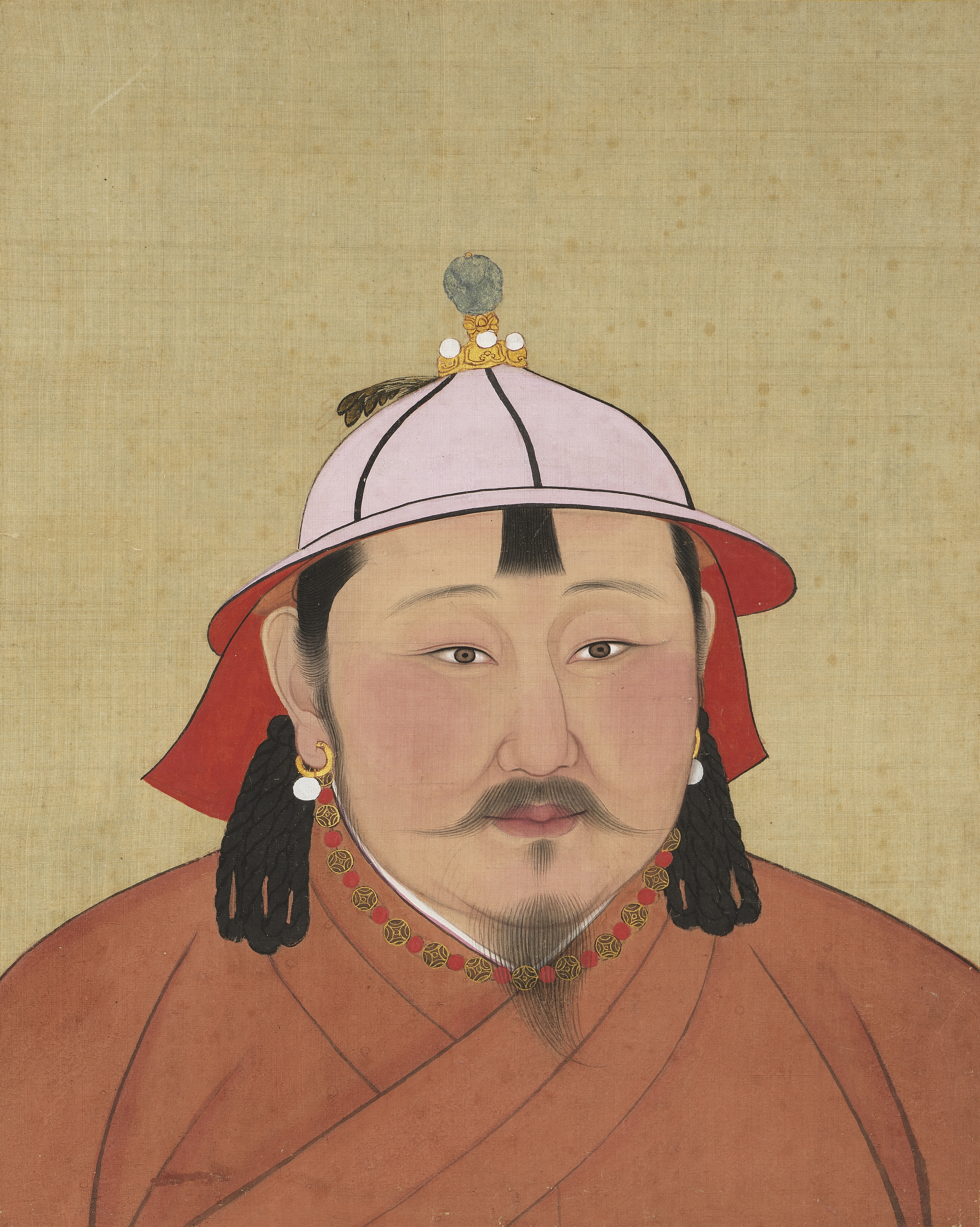
Тэмур 1294-1306 Император Юань
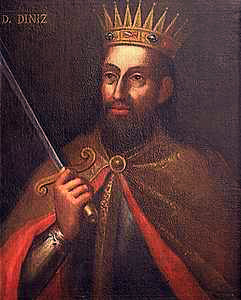
Диниш I 1279-1325 Король Португалии
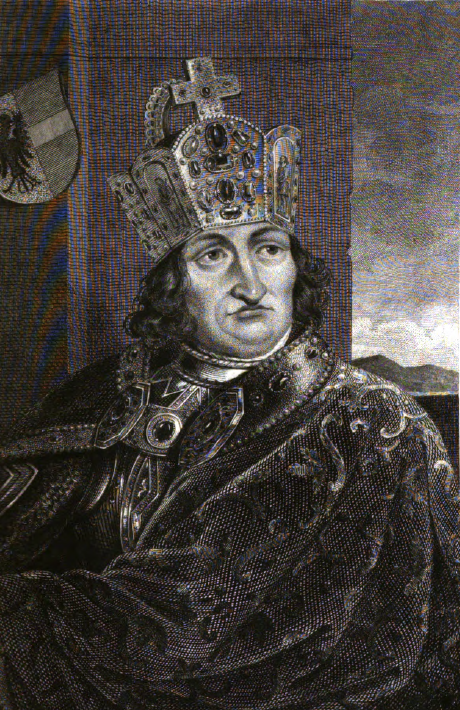
Альбрехт I Габсбург 1298-1308 Король Германии
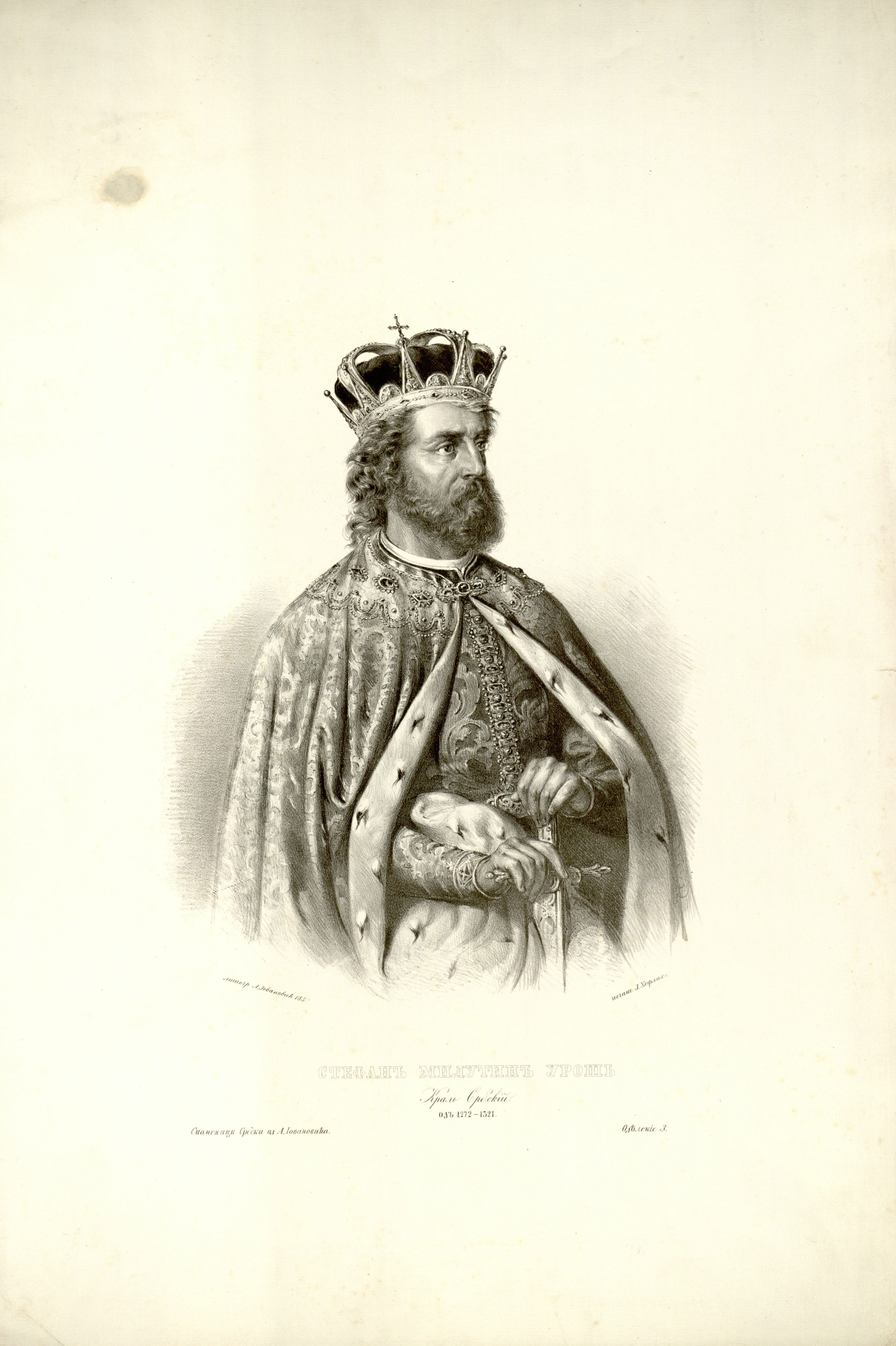
Стефан Урош II Милутин 1282-1321 Король Сербии
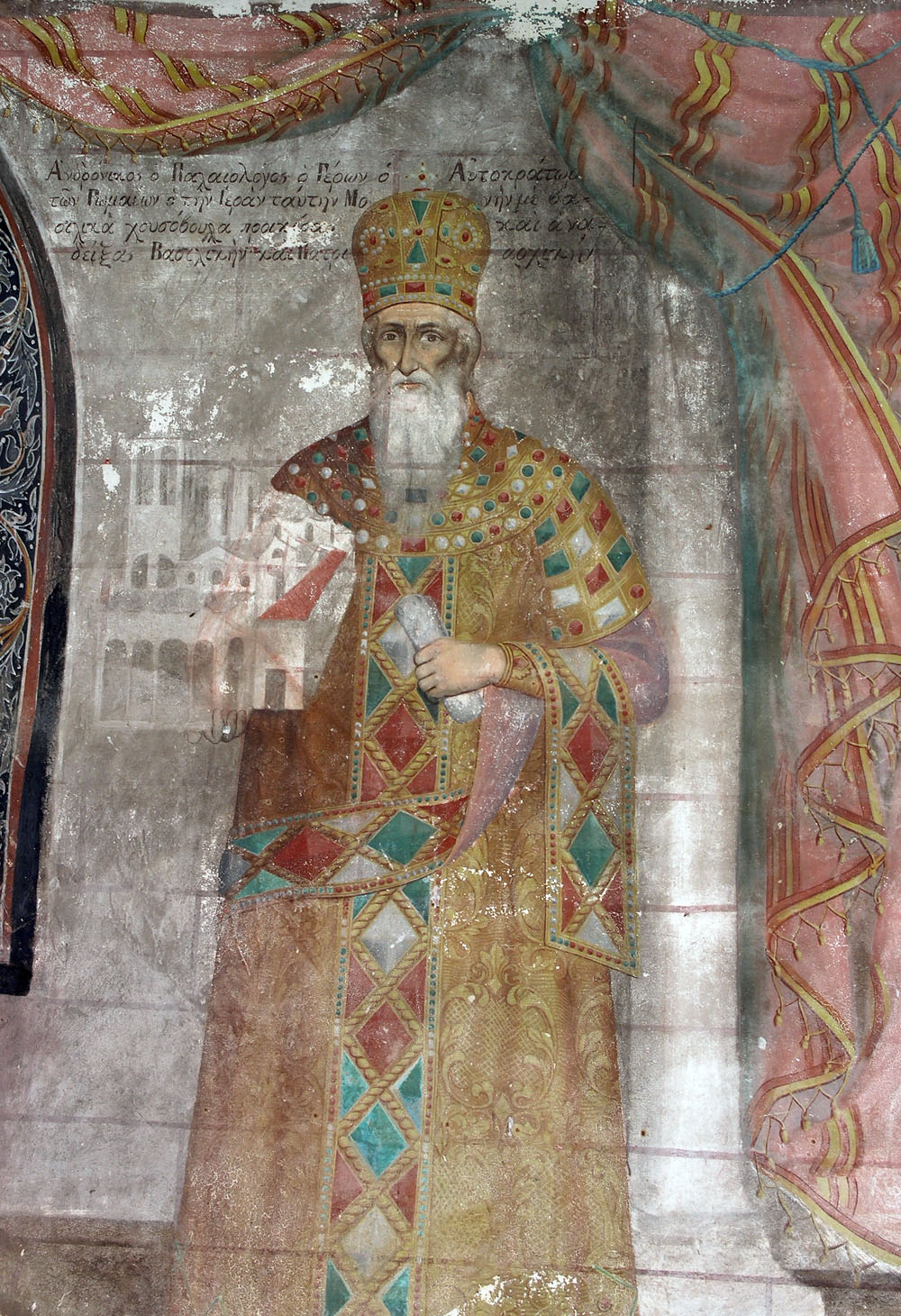
Андроник II 1282-1328 Император Византии
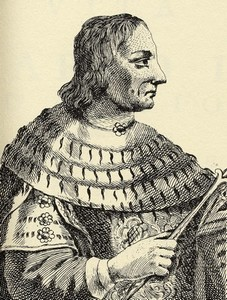
Карл II Анжуйский 1285-1309 Король Неаполя
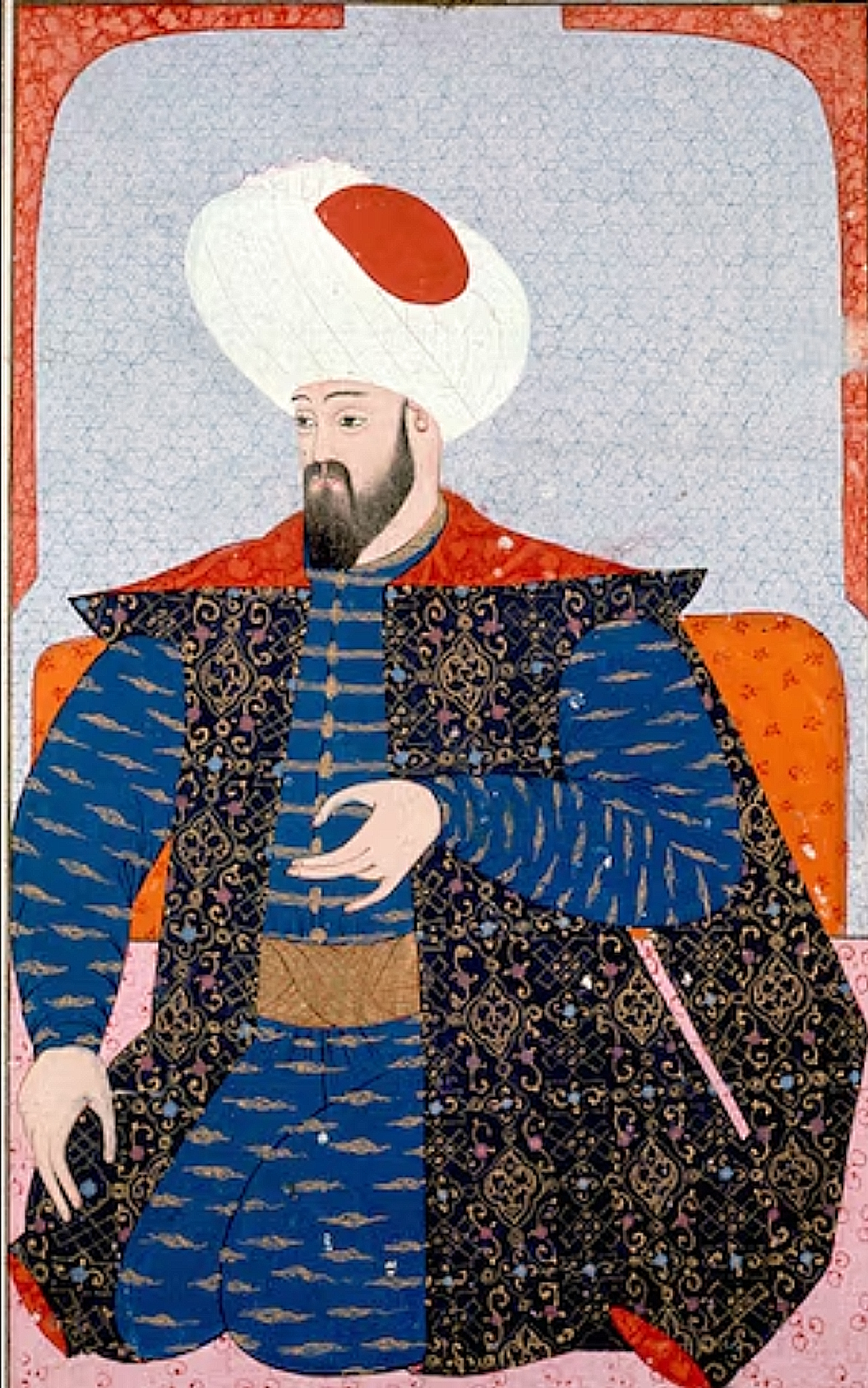
Осман I 1299-1326 Султан османов
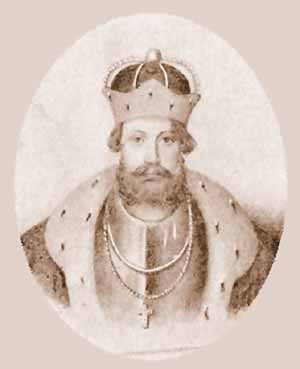
Михаил Ярославич 1305-1318 Великий князь Владимирский
Витень 1295-1316 Великий князь Литовский
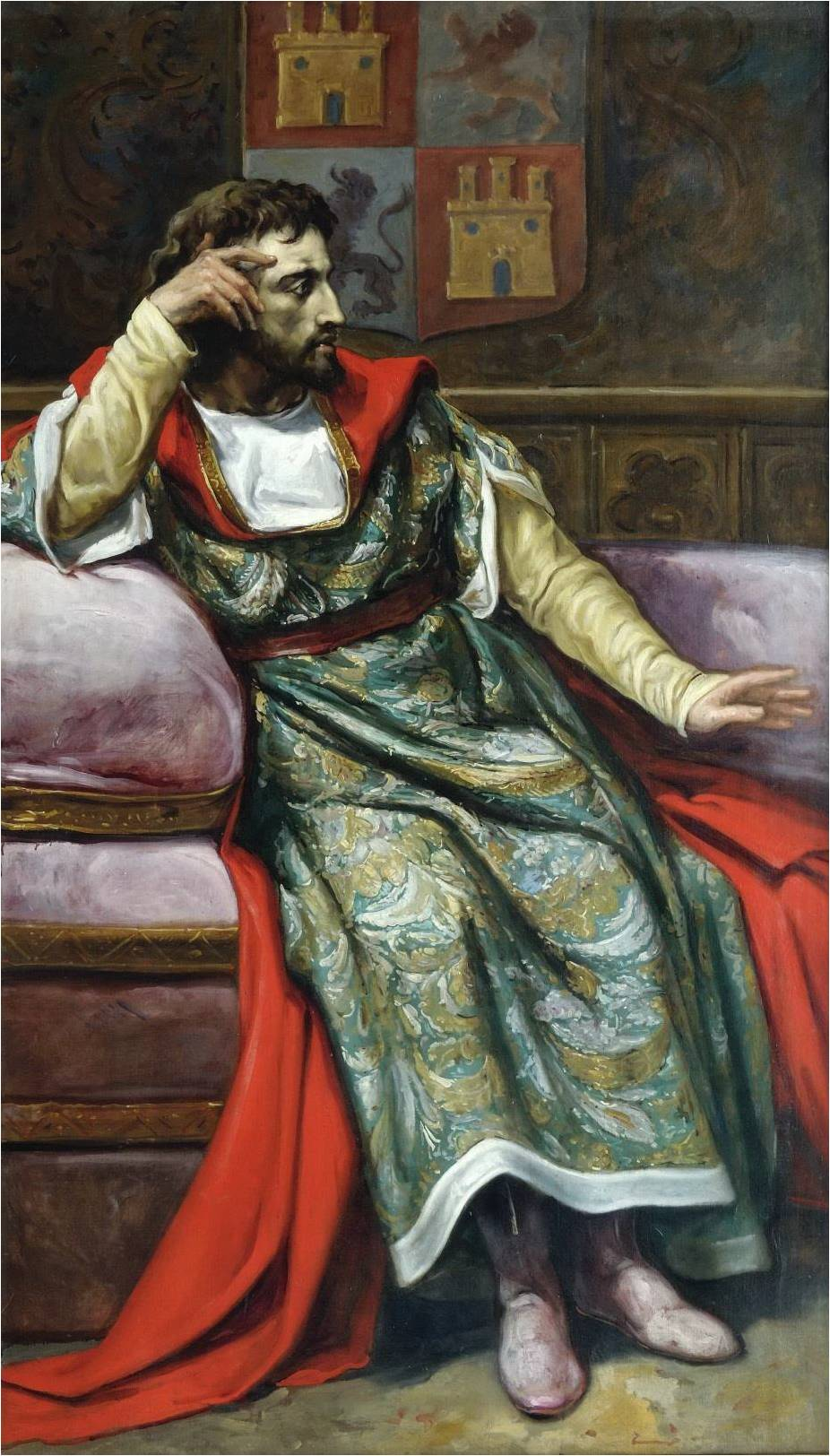
Фердинанд IV 1295-1312 Король Кастилии и Леона
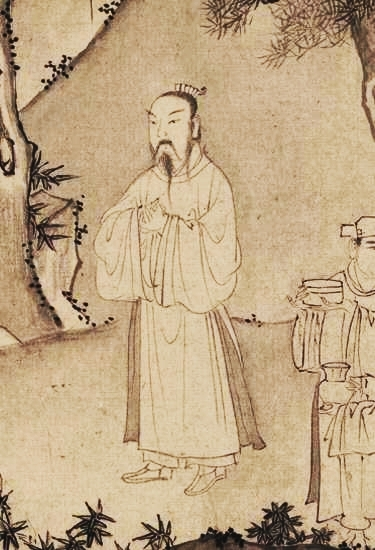
Чан Ан Тонг 1293-1314 Император Дайвьета
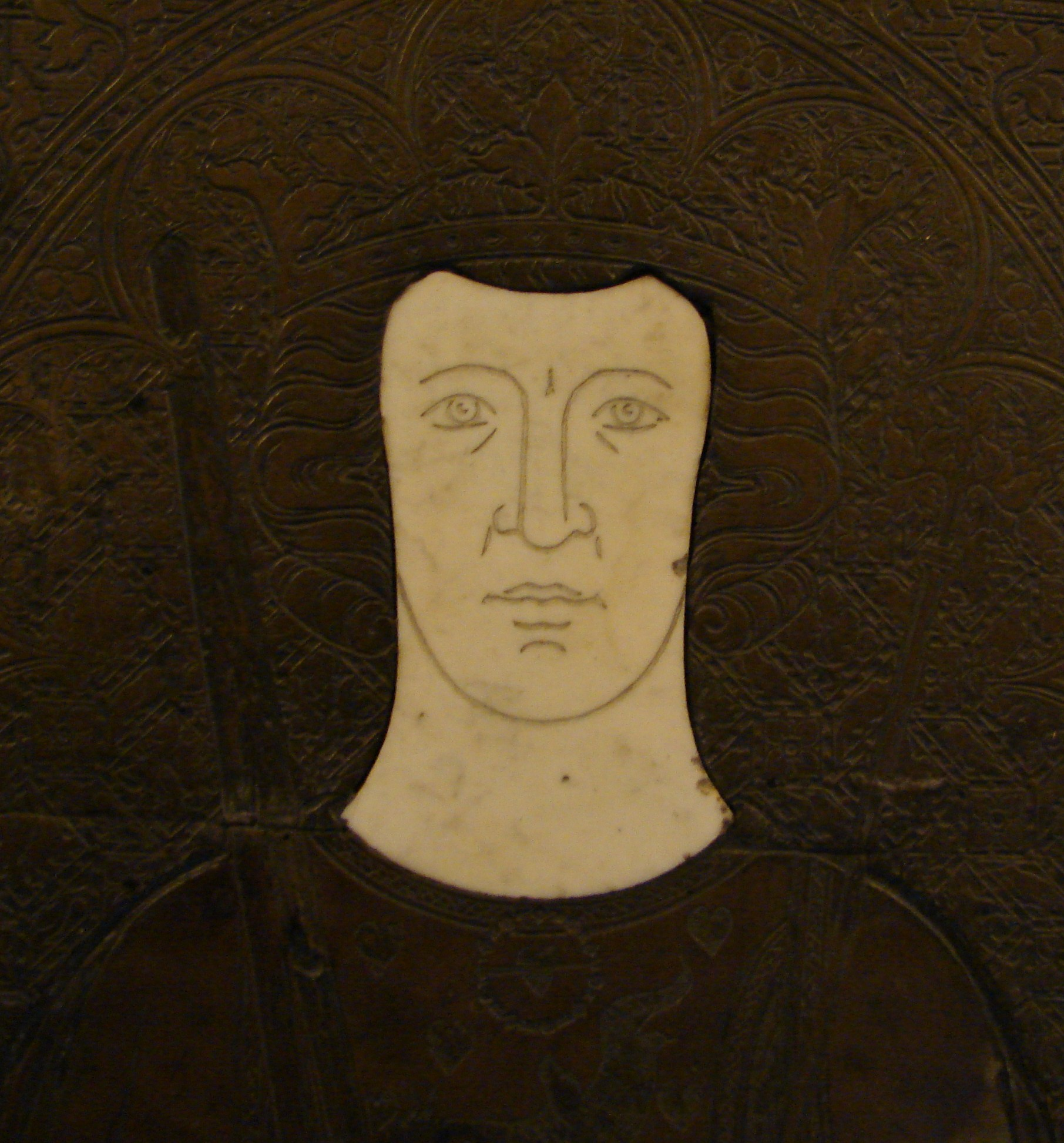
Эрик VI 1286-1319 Король Дании
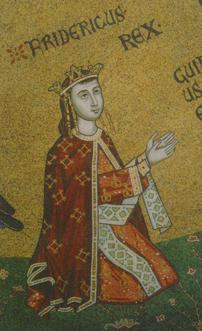
Федериго II 1296-1337 Король Сицилии
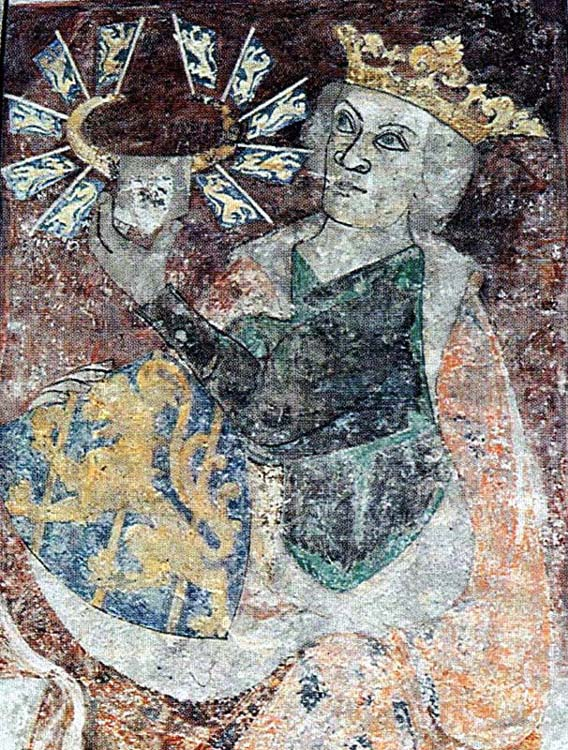
Биргер Магнуссон 1290-1318 Король Швеции
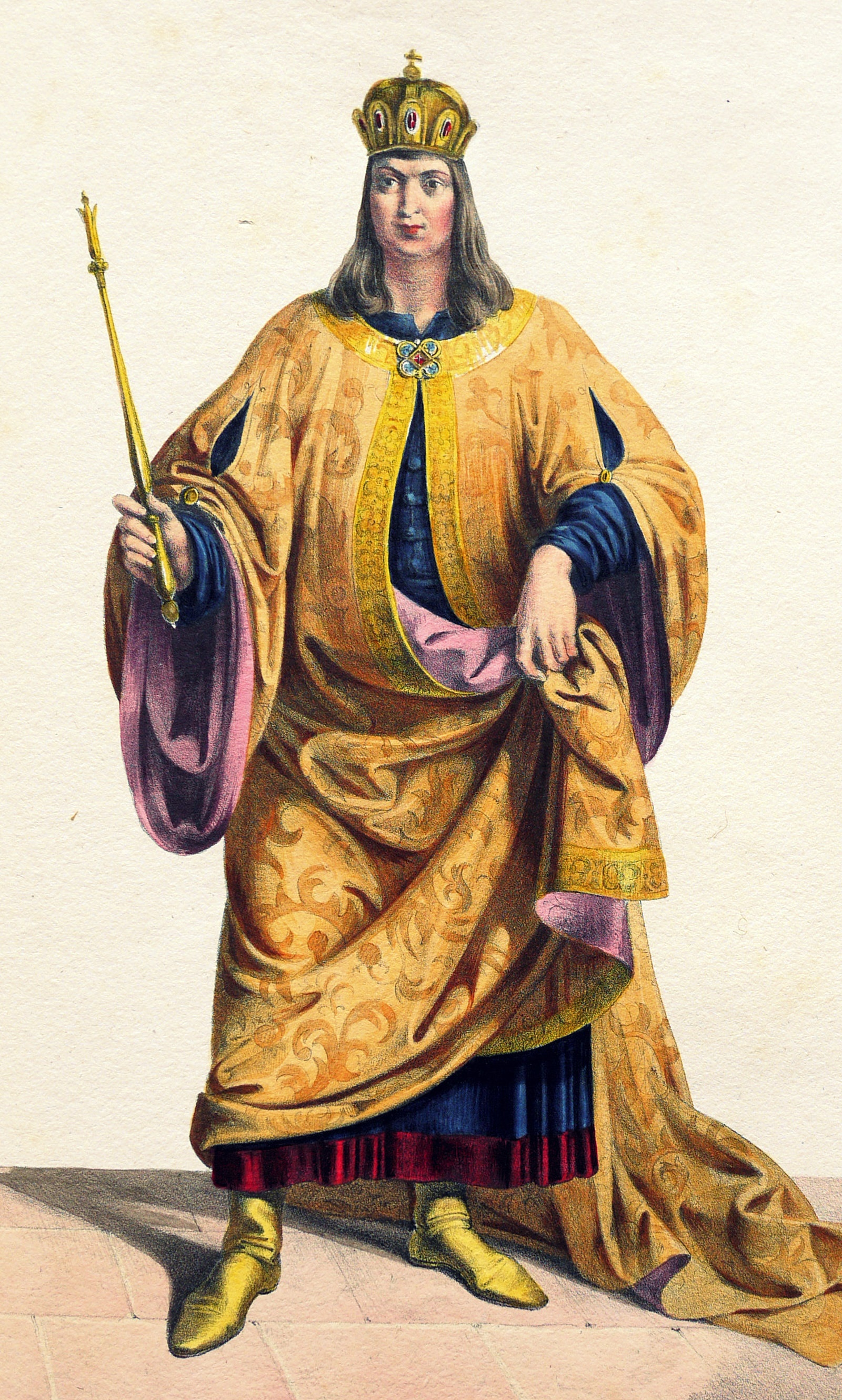
Ласло V Чех 1301-1305 Король Венгрии
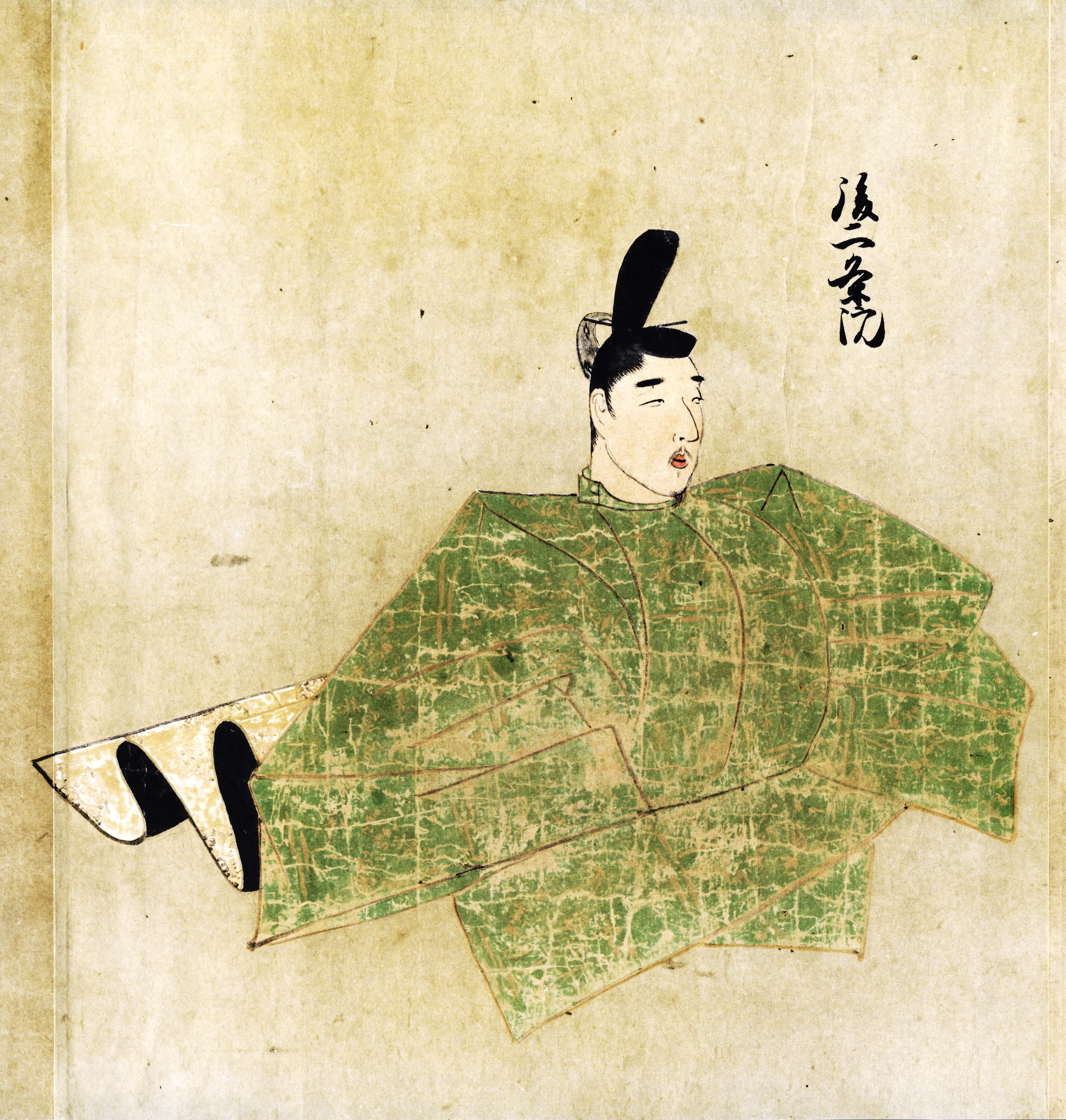
Го-Нидзё 1301-1308 Император Японии
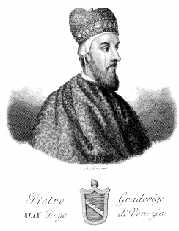
Пьетро Градениго 1289-1311 Дож Венеции
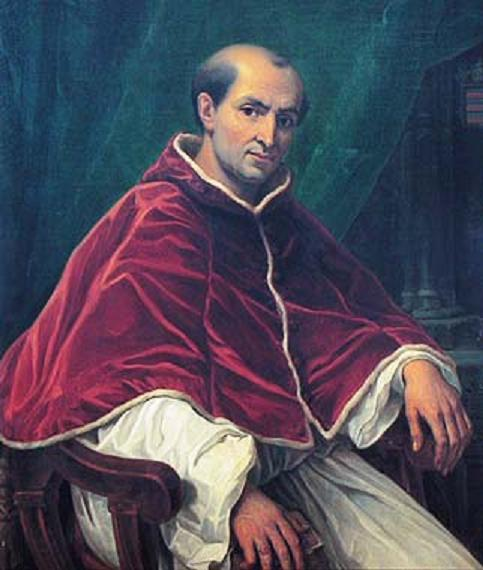
Климент V 1305-1314 Папа Римский